# Beatrycze Andegaweńska
Beatrycze Andegaweńska, it. Beatrice d'Angiò-Sicilia (ur. 1295. zm. 1321/1322) – markiza Ferrary i hrabina Andrii. 
Członkini bocznej linii dynastii Kapetyngów, czternaste dziecko Karola II Andegaweńskiego z Neapolu i jego żony Marii Węgierskiej.
Dwukrotnie wychodziła za mąż. Pierwszym mężem był Azzo VIII d’Este, markiza Ferrary. Drugim Bertrand III de Baux, hrabia Andrii.